# Neocryptopteryx uspallatae
Neocryptopteryx uspallatae là một loài tò vò trong họ Ichneumonidae.